# Cauloramphus multispinosus
Cauloramphus multispinosus är en mossdjursart som beskrevs av Grischenko, Dick och Shunsuke F. Mawatari 2007. Cauloramphus multispinosus ingår i släktet Cauloramphus och familjen Calloporidae. Inga underarter finns listade i Catalogue of Life.